# Elisabeth Osl
Elisabeth Osl, née le 21 novembre 1985 à Kirchberg in Tirol, est une coureuse autrichienne en VTT cross-country.

## Palmarès en VTT

### Championnats du monde
- 2008 : 8e du cross-country
- 2010 : 5e du cross-country

### Coupe du monde
- Coupe du monde de cross-country (1)
  - 48e en 2004
  - 47e en 2005
  - 49e en 2006
  - 18e en 2007
  - 14e en 2008
  - 1re en 2009, vainqueur de trois manches
  - 6e en 2010
  - 15e en 2011
  - 11e en 2012
  - 16e en 2013
  - 14e en 2014
  - 28e en 2015
  - 26e en 2016
  - 29e en 2017
  - 31e en 2018
  - 46e en 2019
  - pas de classement général en 2020
  - 55e en 2021

### Championnats d'Autriche
- Championne d'Autriche de cross-country (11) : 2006, 2007, 2008, 2009, 2010, 2011, 2013, 2014, 2016, 2017 et 2018

## Distinction
- Cycliste autrichien de l'année : 2009